# Erromenus variolae
Erromenus variolae är en stekelart som beskrevs av Henry Keith Townes, Jr. 1949. Erromenus variolae ingår i släktet Erromenus och familjen brokparasitsteklar. Inga underarter finns listade i Catalogue of Life.